# Yamatokōriyama (Nara)
Yamatokōriyama (大和郡山市 Yamatokōriyama-shi?) es una ciudad localizada en la prefectura de Nara, Japón. En julio de 2019 tenía una población estimada de 84.977 habitantes y una densidad de población de 1.991 personas por km². Su área total es de 42,69 km².
La ciudad fue fundada el 1 de enero de 1954.

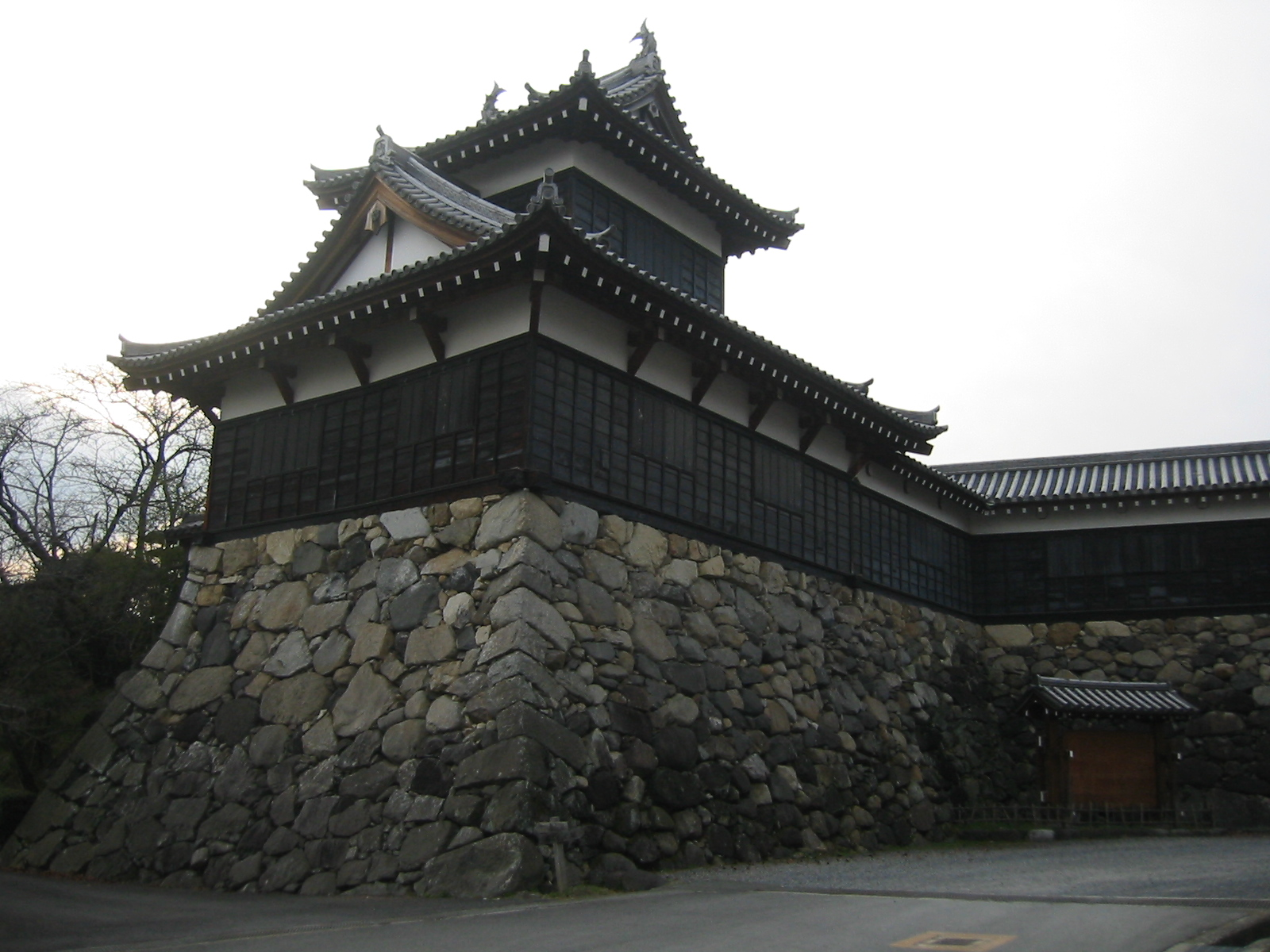
Castillo Kōriyama

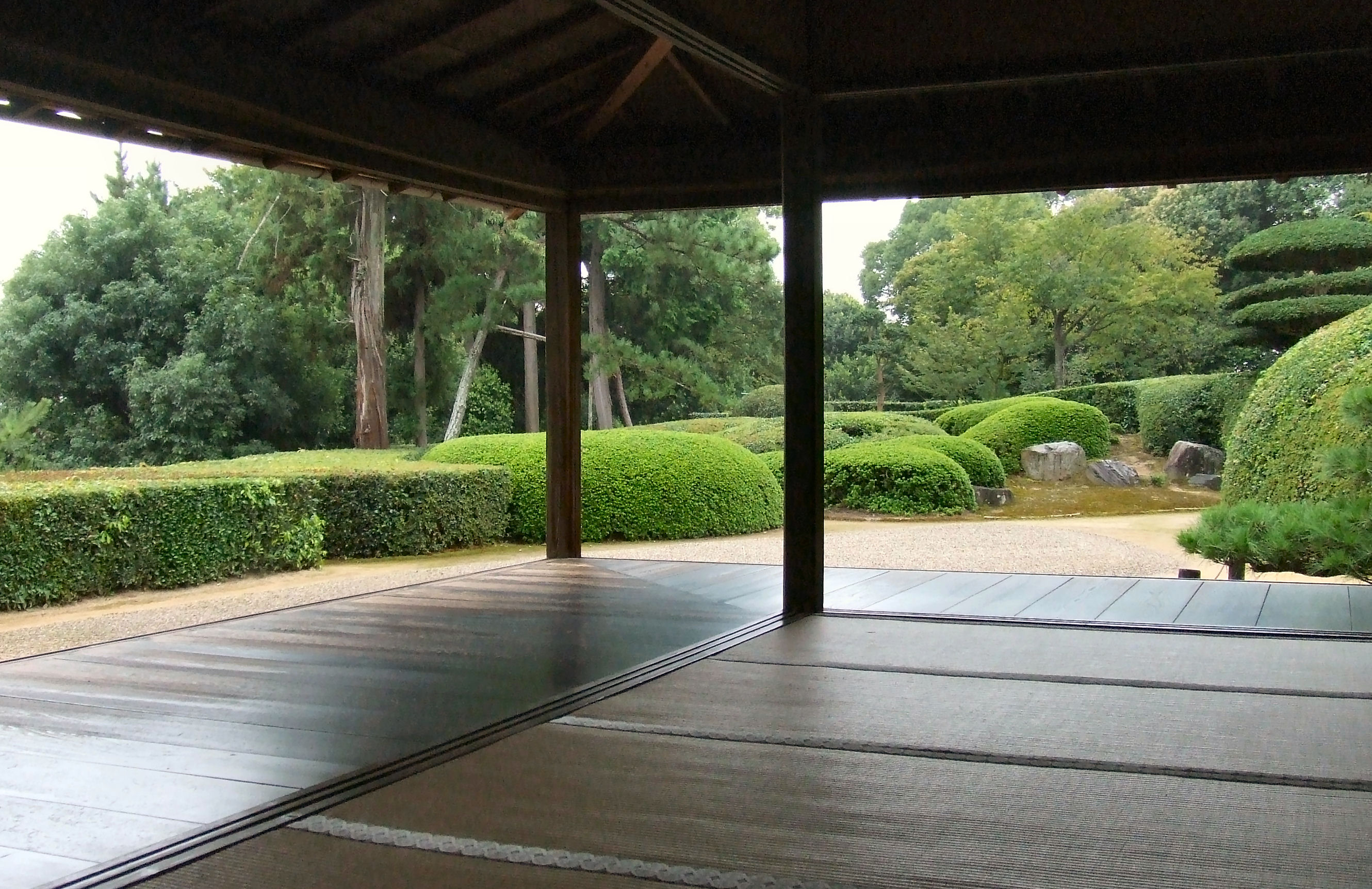
Jikō-in

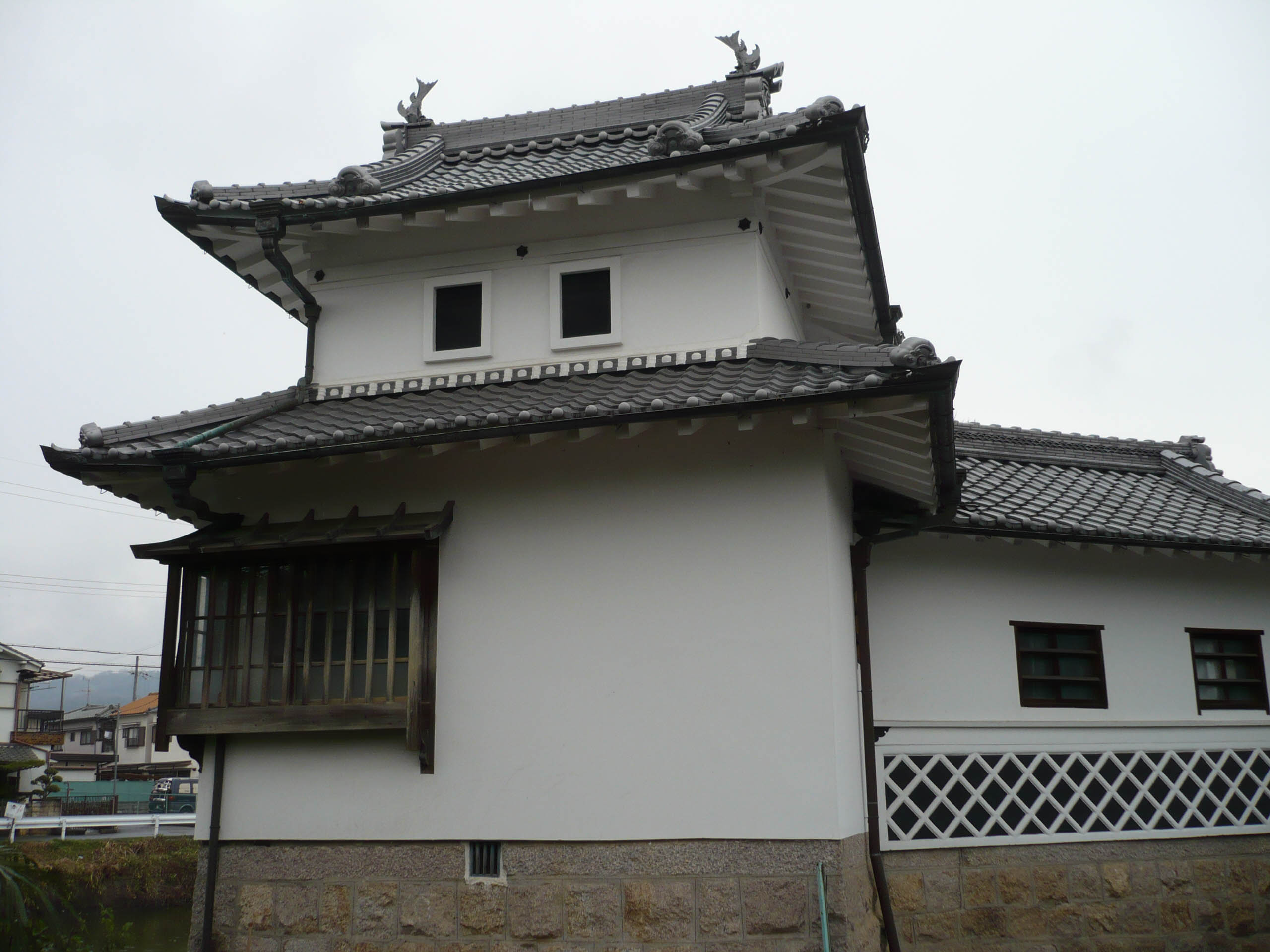
Castillo Koizumi

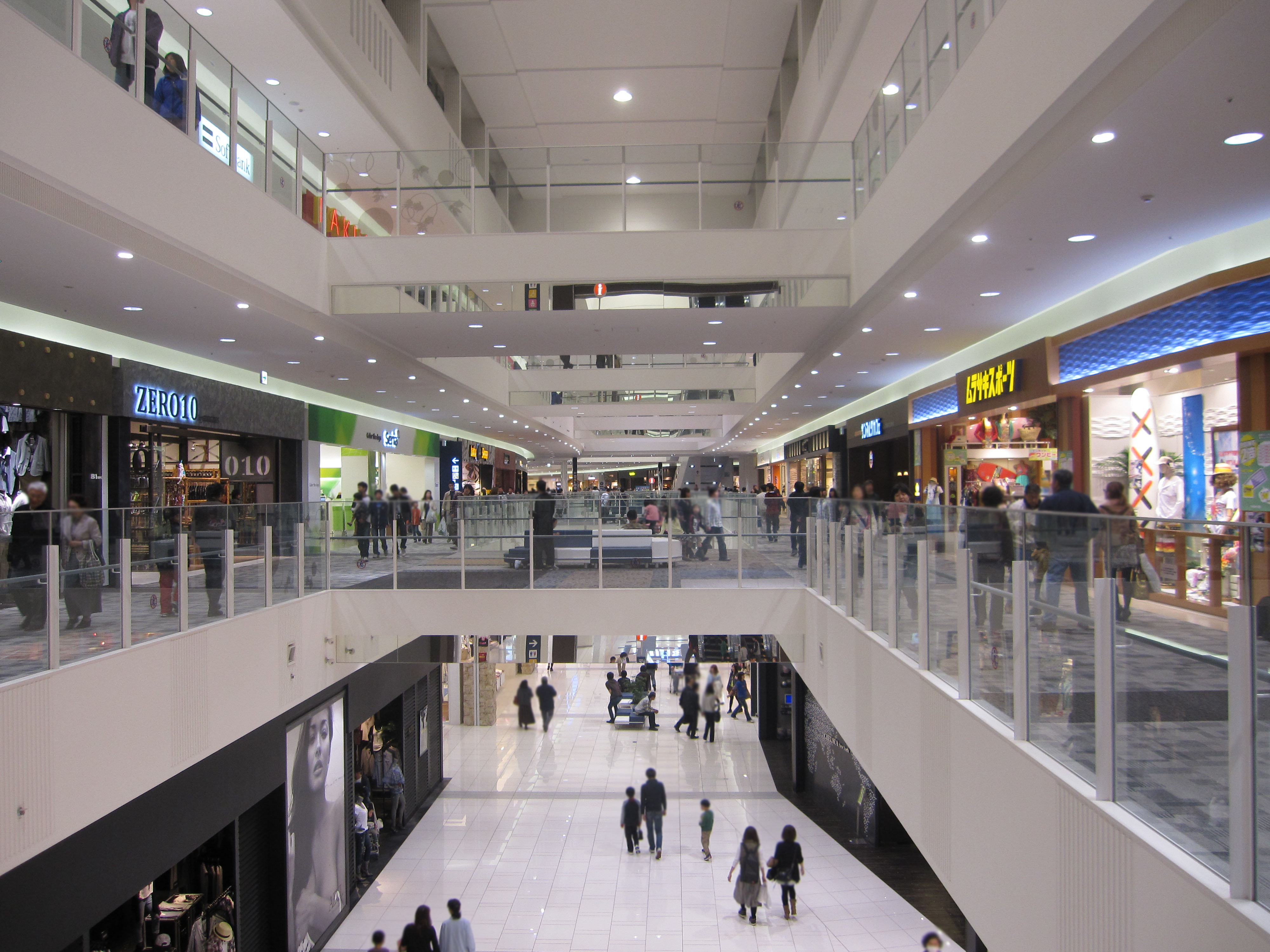
Centro comercial en Yamatokōriyama.

## Historia
Históricamente, durante las postrimerías de la era Sengoku, Tsutsui Junkei, un daimyō nombrado por Oda Nobunaga construyó un castillo en la zona, el Castillo Kōriyama hacia 1578. No obstante, tras la muerte de Junkei en 1584, hizo que el control del castillo pasara a Toyotomi Hidenaga, medio hermano de Toyotomi Hideyoshi. Durante el período Edo, el castillo fue la capital del dominio de Kōriyama y estuvo al cargo de varios clanes como los Mizuno, los Honda, los Matsudaira y los Yanagisawa.
Una de las principales industrias es la del cultivo de peces carpa ornamental (koi), siendo la mayor de Japón. Éste fue desarrollada por los samurái desde la era Edo.

## Geografía
Yamatokōriyama se ubica en el norte de la cuenca de Nara y tiene un relieve generalmente plano. Recorren algunos ríos como el río Saho y el río Tomio.

### Localidades circundantes
- Prefectura de Nara
  - Nara
  - Tenri
  - Ikoma
  - Ando
  - Ikaruga
  - Kawanishi

## Demografía
Según datos del censo japonés, la población de Yamatokōriyama ha disminuido en los últimos años.
| Año del censo | Población |
| ------------- | --------- |
| 1995          | 95.165    |
| 2000          | 94.188    |
| 2005          | 91.672    |
| 2010          | 89.023    |
| 2015          | 87.050    |

## Ciudades hermanadas
- Kōfu, Japón

## Sitios de interés
- Castillo Kōriyama
- Castillo Tsutsui (en ruinas)
- Castillo Koizumi
- Jikō-in (Sitio Histórico y Sitio de Belleza Escénica)
- Matsuo-dera
- Yata-dera
- Dainagonzuka (tumba de Toyotomi Hidenaga)